# Saint-Félix-Lauragais
Saint-Félix-Lauragais là một xã thuộc tỉnh Haute-Garonne trong vùng Occitanie tây nam nước Pháp. Xã này nằm ở khu vực có độ cao trung bình 321 mét trên mực nước biển.
Lâu đài Saint-Félix-Lauragais là một lâu đài thế kỷ 13/14 đã được Bộ Văn hóa Pháp xếp hạng vào danh sách di tích lịch sử.

## Di tích

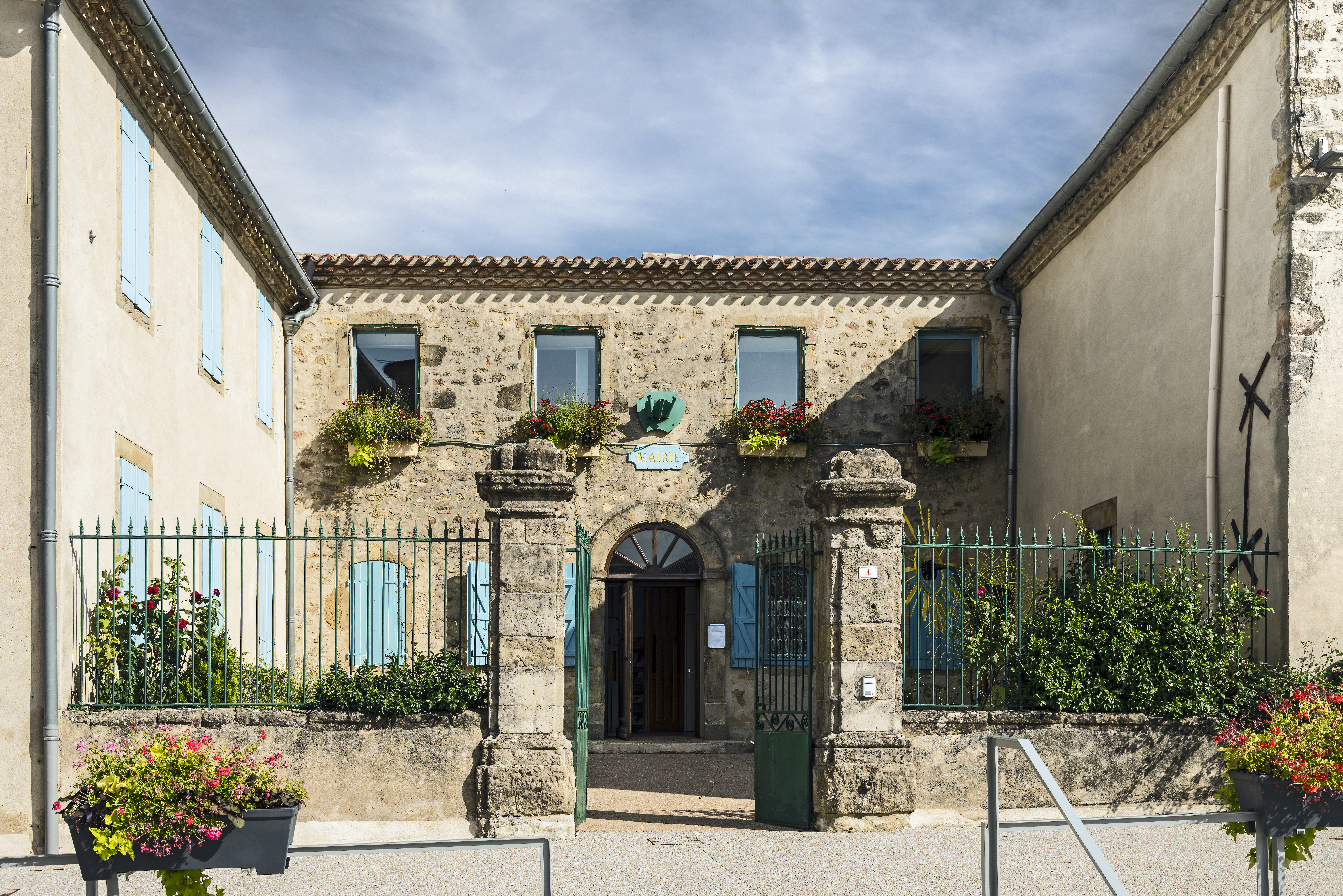
Toà thị chính
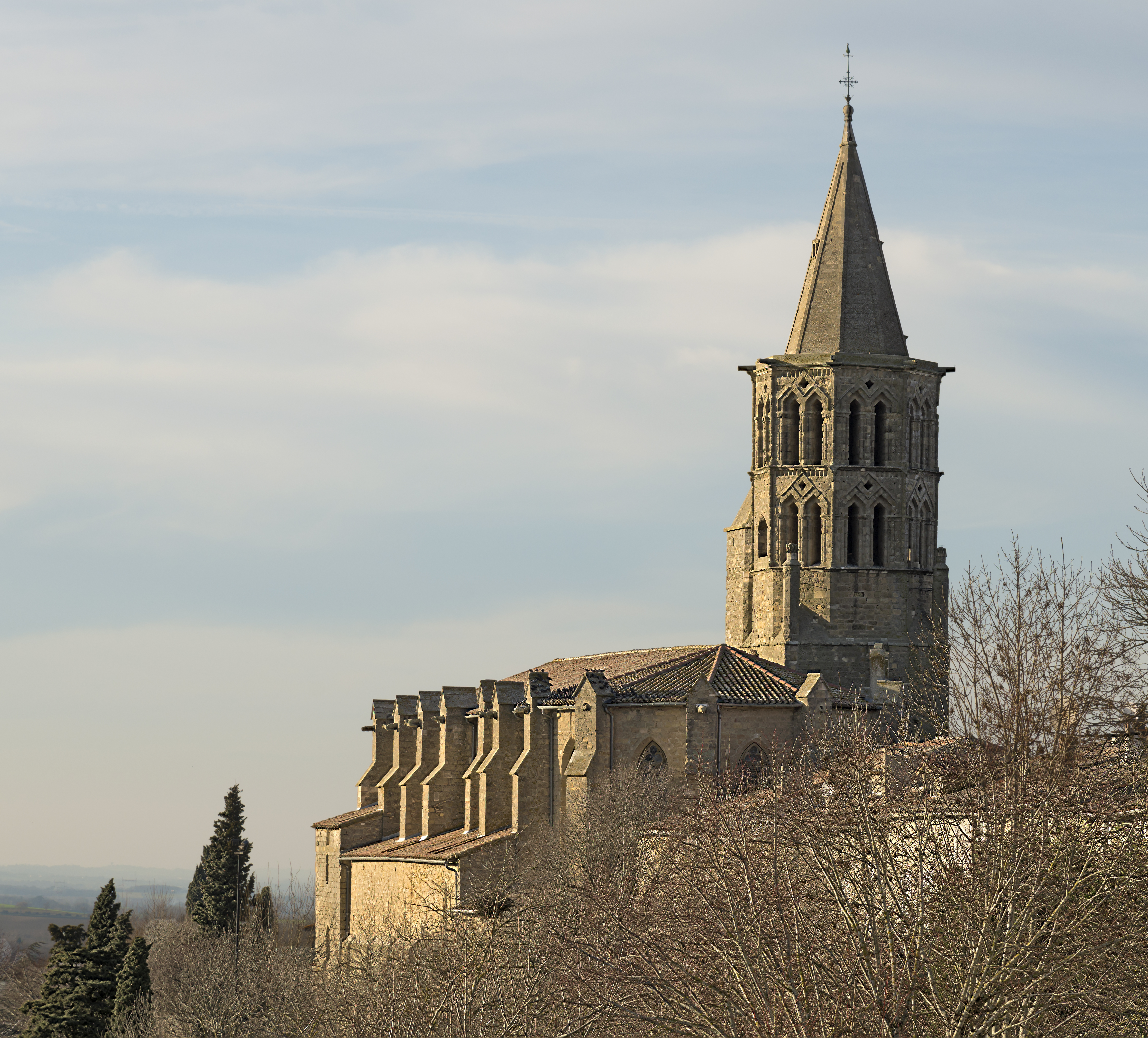
Nhà thờ
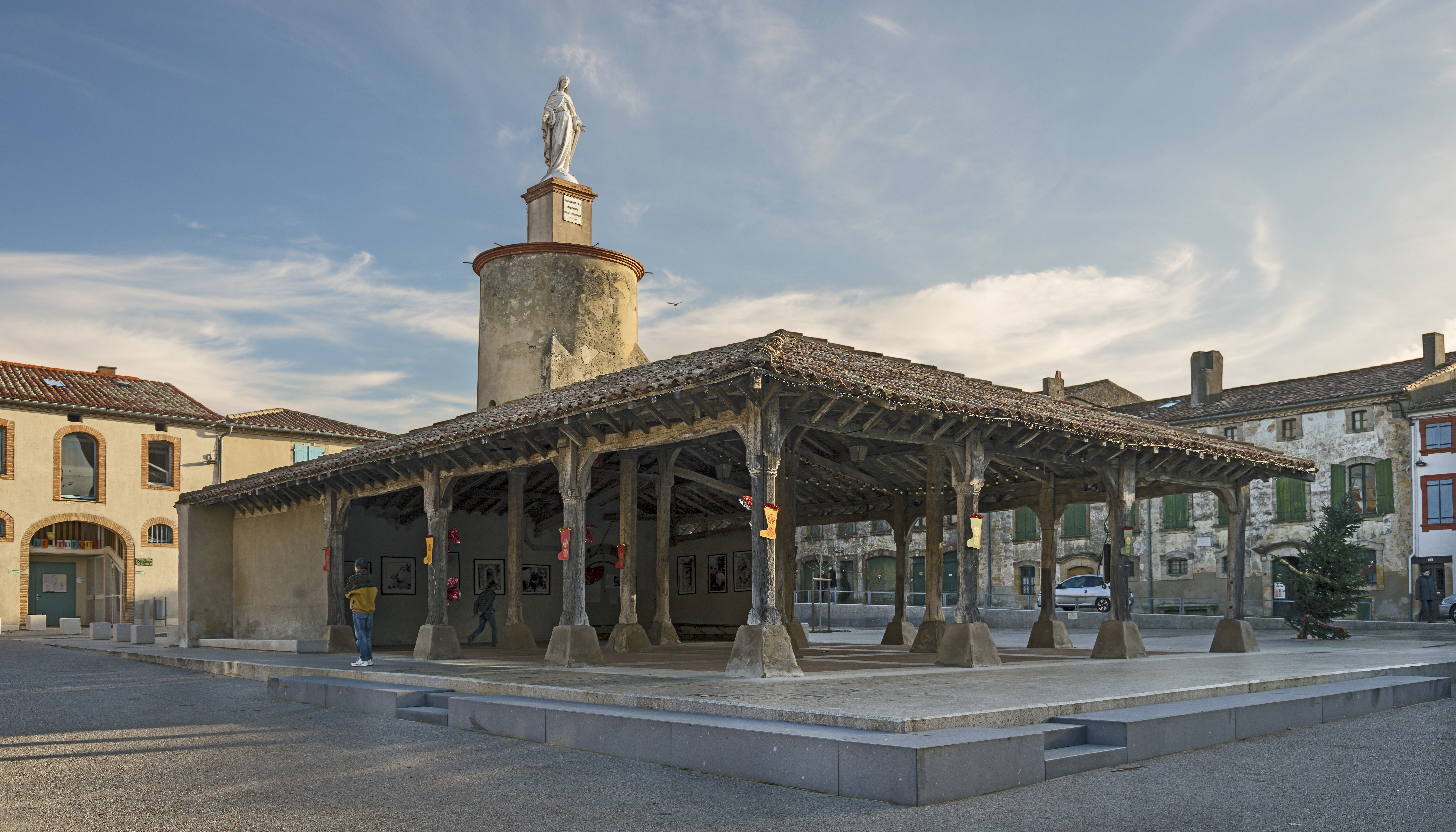
Thị trường bảo hiểm
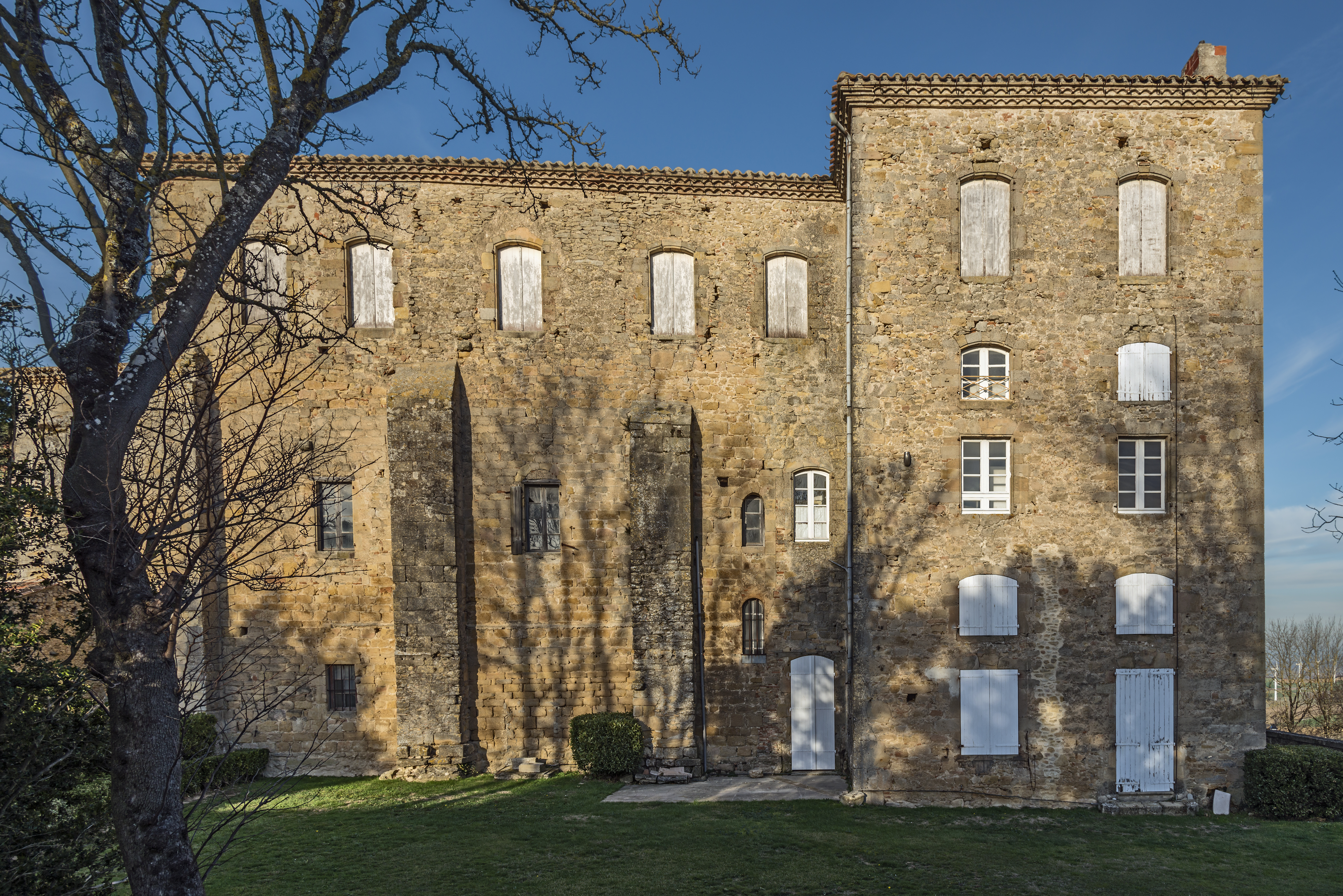
Lâu đài